# Национальная высшая школа декоративных искусств

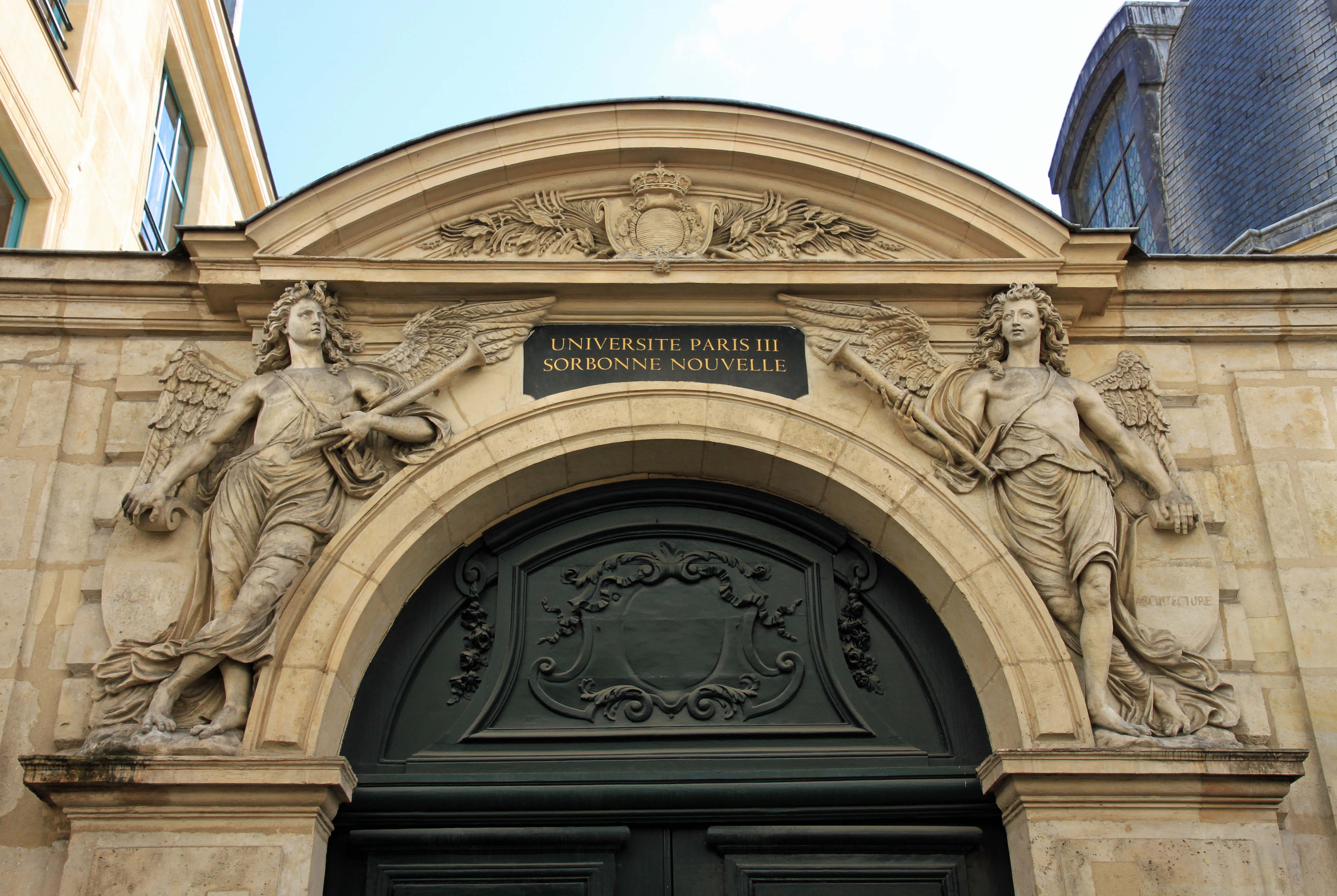
Бывший вход в Королевскую школу рисунка

Национальная высшая школа декоративных искусств (фр. École nationale supérieure des arts décoratifs, ENSAD) — высшее учебное заведение при Министерстве культуры Франции. Основана в 1766 году. Популярное название — Arts Déco.
Национальная высшая школа декоративных искусств была основана в 1766 году Жан-Жаком Башелье как Королевская бесплатная школа рисунка (École royale gratuite de dessin). Целью Башелье было обучение молодёжи из ремесленной среды и, как результат, повышение качества промышленной продукции: Башелье хотел, чтобы лучшие из ремесленников были одновременно художниками-творцами. Школа, рассчитанная на 1500 человек, должна была стать доступной всем слоям населения. Официально она открылась в 1767 году, получив от короля верительные грамоты и право называться Королевской.
На протяжении своего существования учебное заведение неоднократно меняло название. С 1814 по 1839 год оно называлось «Королевская специальная школа рисунка и математики, применяемых в ремёслах» (École Royale et Spéciale de Dessin et de Mathématiques Appliquées aux Arts Mécaniques); в 1840-х — 1850-х годах название в целом оставалось тем же, но отдельные его элементы не раз варьировались. С 1877 года учреждение стало называться Национальной школой декоративных искусств, а с 1925-го — Высшей национальной школой декоративных искусств. Тем не менее на протяжении всего XIX века оно было известно преимущественно под неофициальным названием «Малая школа» (Petite École), несколько уничижительно противопоставлявшим Школу рисунка Школе изящных искусств, где преподавалось «большое» искусство (живопись, скульптура, архитектура).
Во второй половине XIX века школа существенно расширилась (в том числе за счёт создания в 1890 году отделения для обучения женщин); значительно увеличилось количество преподаваемых дисциплин. В 1932 году оба отделения школы — мужское и женское — разместились в том здании на улице Ульм (31, rue d’Ulm, на Холме Святой Женевьевы в Латинском квартале Парижа), где находятся и ныне. В 1949 году обучение стало смешанным.
В 1962 году, когда директором ENSAD был Жак Адне, школа открыла первый во Франции курс промышленного дизайна. В 1960—1970 годах появились многочисленные новые направления подготовки, в том числе фотография, сценография и компьютерная графика. В конце 1990-х — начале 2000-х годов школа стала одним из первых учебных заведений, использующих в обучении мультимедийные технологии.
В разные годы в школе обучались Огюст Роден, Аристид Майоль, Шарль Гарнье, Анри Матисс, Жорж Руо, Эктор Гимар, Франсис Пикабиа, Аннет Мессаже, Клод Отан-Лара, Кристиан-Жак и другие.
В настоящее время ENSAD осуществляет обучение по десяти направлениям (дизайн интерьеров, графический дизайн, кино и анимация, фотография, сценография и т. п.). Срок обучения — пять лет; количество обучающихся — более 700. При школе функционирует исследовательская лаборатория EnsadLab. Национальная высшая школа декоративных искусств — член ассоциации Paris Sciences et Lettres (с 2011 года) и объединения Conférence des grandes écoles (с 2012 года).